# Niki

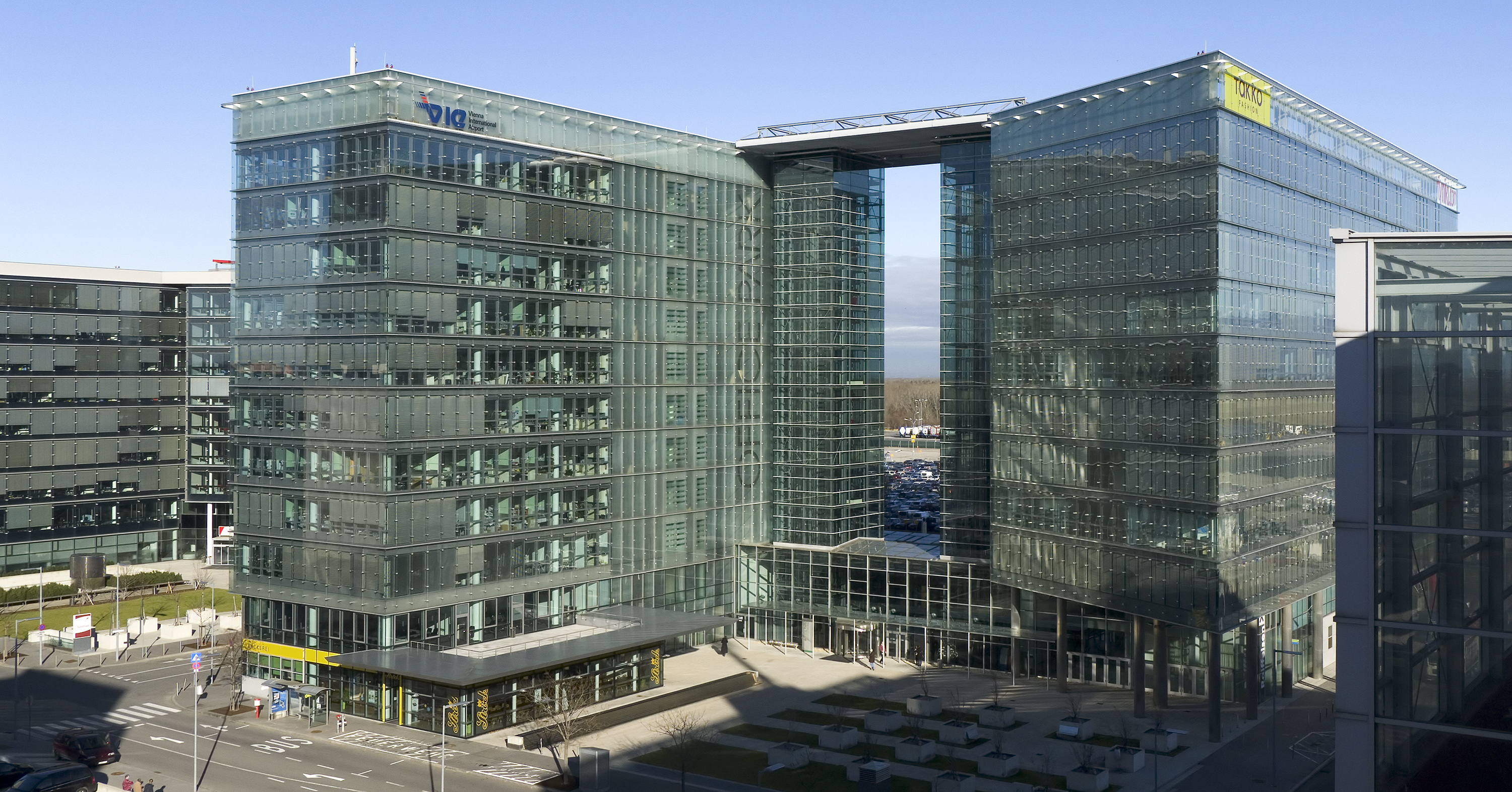
Sede de Niki

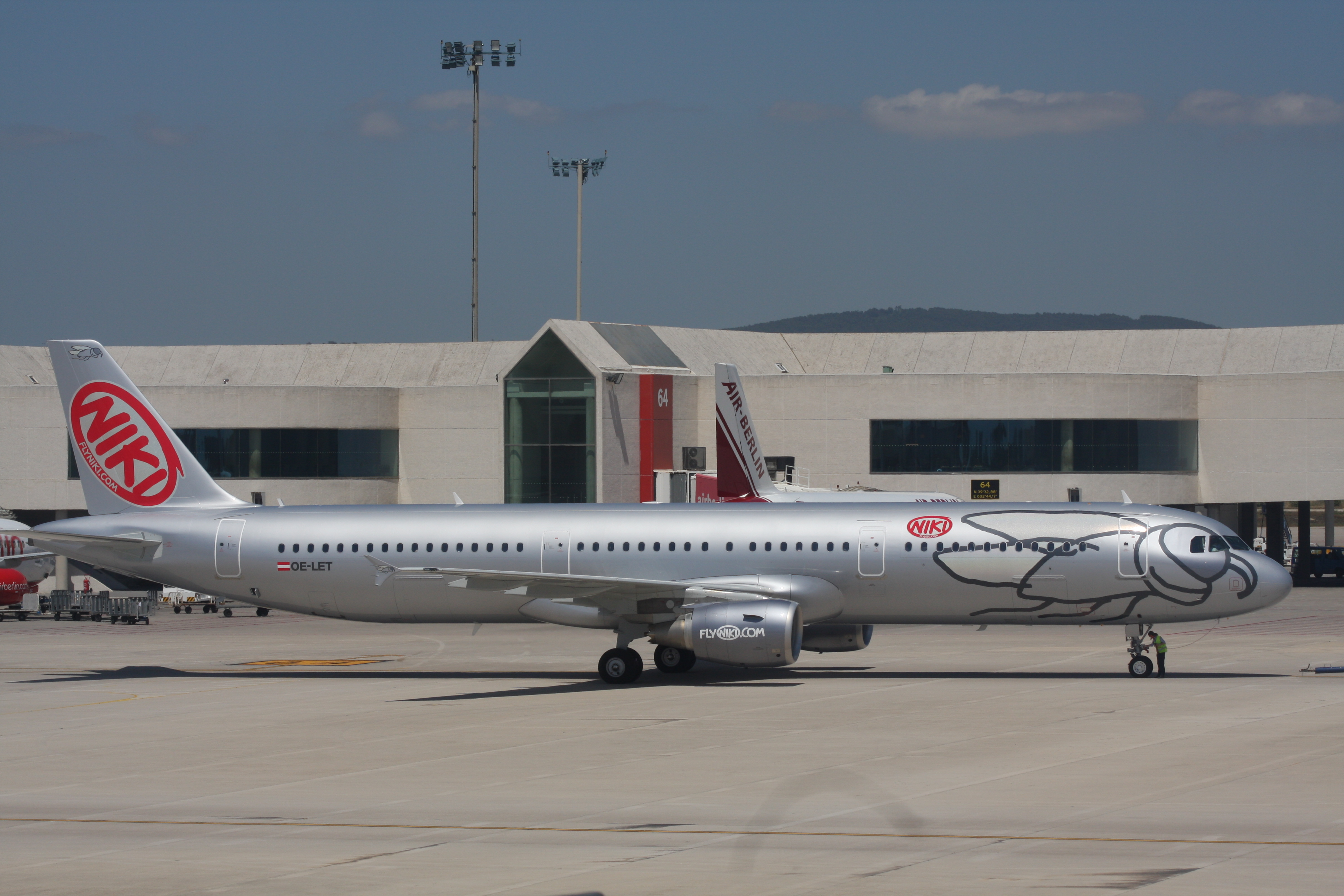
Airbus A321 de Niki.

Niki fue una aerolínea de bajo costo con base en el aeropuerto de Viena, en Austria, propiedad de Niki Lauda, a través de su empresa Laudamotion Gmbh.

## Historia

### Primeros años
En 2003, Niki Lauda, ex piloto de Grandes Premios y fundador de Lauda Air, adquirió la antigua operación de Aero Lloyd Austria. La aerolínea comenzó a operar el 28 de noviembre de 2003.
Aunque a Niki se la describía a menudo como una aerolínea de bajo coste, proporcionaba servicios completos, como refrescos, periódicos y equipaje gratuitos. Ofrecía un sándwich o un aperitivo frío, refrescos, zumos, té y café en todos los vuelos de corta distancia, así como en las rutas chárter a Grecia, Túnez y Turquía. En los vuelos chárter de media distancia a las Islas Canarias y Egipto a todos los pasajeros se les ofrecía un aperitivo caliente. Además, se podían pedir menús gourmet de la pastelería vienesa Demel antes del vuelo. También había un servicio de compra a bordo.

### Desarrollo como filial de Air Berlin
El 9 de enero de 2004, Niki anunció su cooperación con Air Berlin. A finales de 2011, Niki se fusionó completamente con Air Berlin, compartiendo operaciones, sistemas de reservas y aeronaves. El 20 de marzo de 2012, Niki se convirtió en un "miembro afiliado" de Oneworld como una compañía subsidiaria de Air Berlin. A partir de finales de 2012, Niki repintó sucesivamente sus aviones con el esquema de pintura de Air Berlin, utilizando el logotipo de Niki solo en el morro. El nuevo esquema de pintura se aplicó durante los controles C regulares.
En octubre de 2014, Niki anunció la cancelación de sus vuelos desde Viena a Copenhague, Moscú y Frankfurt debido a la disminución de la demanda. A cambio, se iniciarán nuevas rutas de ocio en el verano de 2015. También en la primavera de 2015, Niki comenzó a reemplazar su flota de Embraer E190 por Airbus A319 de su matriz, Air Berlin, y los Embraer usados se transfirieron a Helvetic Airways.

### Intento de venta aEtihad Airways
El 5 de diciembre de 2016, la empresa matriz Air Berlin anunció sus planes de vender la totalidad de su participación del 49 por ciento en Niki a su propio propietario minoritario Etihad Airways. La propia Etihad Airways fusionaría a Niki en una nueva empresa conjunta que se crearía con la aerolínea de ocio alemana TUIfly. Al mismo tiempo, Niki y Air Berlin intercambiarían varios aviones para armonizar cada flota. También se había anunciado que Niki se haría cargo de varias rutas a destinos de ocio del sur de Europa, el norte de África y Turquía de Air Berlin como parte de la nueva empresa conjunta. Sin embargo, la venta nunca se produjo.
En diciembre de 2016, Niki anunció la finalización de su única ruta de media distancia, desde Viena a Abu Dabi, la base de operaciones de Etihad, para marzo de 2017. Posteriormente, Niki también anunció que planeaba finalizar todas sus 12 rutas desde Viena a destinos no turísticos como Milán o Zúrich para el 30 de enero de 2017. En enero de 2017, también se anunció que Niki cesaría todas las operaciones hacia y desde el aeropuerto de Linz con poca antelación debido a las medidas de reestructuración. El anuncio se realizó después de que el calendario de 2017 ya estuviera disponible para reservas. Para la temporada 2017, Niki redujo el número de vuelos desde Austria a 56 vuelos semanales a 20 destinos, en comparación con los 34 destinos de 2016.[16]
Poco después, se anunció que Niki se haría cargo de varias rutas de ocio de Air Berlin hacia y desde Alemania.[17] También se ha anunciado que la flota de Niki se cambiará a Airbus A321 solamente, mientras que los A319 y A320 más pequeños se entregarán a Air Berlin.[10] También se ha anunciado que TUI fly Deutschland comenzará a operar adicionalmente 15 Boeing 737 actualmente arrendados a Air Berlin para Niki.

### Adquisición fallida porLufthansaeIAG
El 17 de agosto de 2017, la matriz de Niki, Air Berlin, anunció que se declararía en quiebra, pero que todas las operaciones continuarían hasta nuevo aviso. El 9 de octubre de 2017, Air Berlin le dijo a su personal que cesaría todas las operaciones restantes bajo su propia marca, pero que los vuelos de Niki continuarían después de esta fecha.
El 12 de octubre de 2017, se anunció que la alemana Lufthansa compraría algunos de los activos de Air Berlin, que incluían a Niki, y que las operaciones continuarían y se salvarían puestos de trabajo. El 24 de octubre de 2017, se anunció que Niki iba a ser absorbida por la filial de bajo coste de Lufthansa, Eurowings. Se anunció que Lufthansa planea dejar de utilizar la marca Niki a finales de 2017.
Sin embargo, el 13 de diciembre de 2017, Lufthansa se retiró del acuerdo debido a las señales de la Comisión Europea de que la fusión no sería aprobada. Niki se declaró en quiebra y cesó todas sus operaciones el 14 de diciembre de 2017. Al día siguiente, el antiguo propietario, Niki Lauda, expresó su interés en recomprar la aerolínea que lleva su nombre.
El 29 de diciembre de 2017, se anunció que International Airlines Group (IAG), empresa matriz de British Airways, Iberia, Aer Lingus y Vueling, adquiriría por 36,5 millones de euros partes importantes de Niki, incluidos 15 aviones Airbus A321 y derechos de tráfico en Düsseldorf, Múnich, Viena, Zúrich y Palma de Mallorca. IAG planeaba establecer una nueva filial austriaca de la aerolínea de bajo coste española Vueling como reemplazo de Niki. Para ello, se iba a fundar una nueva filial de Vueling en Austria que actuaría de forma independiente. De los aproximadamente 1000 empleados de Niki, se iban a conservar 740. El 8 de enero de 2018, un tribunal administrativo de Berlín dictaminó que solo un tribunal austríaco tenía jurisdicción para tratar la insolvencia de Niki.

### Adquisiciones posteriores
El 23 de enero de 2018, la Agencia de Prensa Austriaca anunció que la empresa de Niki Lauda, Lauda, había vencido a IAG en la oferta por Niki y se haría cargo de la empresa. Menos de dos meses después, Ryanair acordó comprar una participación mayoritaria en Laudamotion, adquiriendo inicialmente casi el 25% por menos de 50 millones de euros con la intención de comprar otro 50%  en una fecha posterior. El acuerdo fue aprobado posteriormente por la Unión Europea. Once aviones de Niki estaban siendo operados por Laudamotion en abril de 2018.

## Antiguos destinos
Niki operaba servicios de vuelos chárter de bajo costo a destinos turísticos en Europa y Egipto desde Viena, Salzburgo, Graz, Linz y Friedrichshafen:
| Países    | Destinos          | Aeropuertos                                             | Notas |
| --------- | ----------------- | ------------------------------------------------------- | ----- |
| Alemania  | Berlín            | Aeropuerto de Berlín-Tegel                              |       |
| Alemania  | Frankfurt         | Aeropuerto de Fráncfort del Meno                        |       |
| Alemania  | Friedrichshafen   | Aeropuerto de Friedrichshafen                           | Base  |
| Alemania  | Múnich            | Aeropuerto Internacional de Múnich-Franz Josef Strauss  |       |
| Austria   | Graz              | Aeropuerto de Graz                                      | Base  |
| Austria   | Linz              | Aeropuerto de Linz                                      | Base  |
| Austria   | Salzburgo         | Aeropuerto de Salzburgo                                 | Base  |
| Austria   | Viena             | Aeropuerto de Viena-Schwechat                           | HUB   |
| Bulgaria  | Sofía             | Aeropuerto de Sofía                                     |       |
| Dinamarca | Copenhague        | Aeropuerto de Copenhague-Kastrup                        |       |
| Egipto    | Marsa Alam        | Aeropuerto Internacional de Marsa Alam                  |       |
| Egipto    | Sharm el-Sheij    | Aeropuerto Internacional de Sharm el-Sheij              |       |
| España    | Alicante          | Aeropuerto de Alicante-Elche Miguel Hernández           |       |
| España    | Barcelona         | Aeropuerto Josep Tarradellas Barcelona-El Prat          |       |
| España    | Fuerteventura     | Aeropuerto de Fuerteventura                             |       |
| España    | Gran Canaria      | Aeropuerto de Gran Canaria                              |       |
| España    | Ibiza             | Aeropuerto de Ibiza                                     |       |
| España    | Lanzarote         | Aeropuerto César Manrique Lanzarote                     |       |
| España    | Madrid            | Aeropuerto Adolfo Suárez Madrid-Barajas                 |       |
| España    | Málaga            | Aeropuerto de Málaga-Costa del Sol                      |       |
| España    | Menorca           | Aeropuerto de Menorca                                   |       |
| España    | Palma de Mallorca | Aeropuerto de Palma de Mallorca                         |       |
| España    | Tenerife          | Aeropuerto de Tenerife Sur                              |       |
| España    | Valencia          | Aeropuerto de Valencia                                  |       |
| Francia   | Niza              | Aeropuerto Internacional de Niza-Costa Azul             |       |
| Francia   | París             | Aeropuerto de París-Charles de Gaulle                   |       |
| Grecia    | Heraclión         | Aeropuerto Internacional de Heraclión Nikos Kazantzakis |       |
| Grecia    | Rodas             | Aeropuerto Internacional de Rodas-Diágoras              |       |
| Italia    | Milán             | Aeropuerto de Milán-Malpensa                            |       |
| Italia    | Roma              | Aeropuerto de Roma-Fiumicino                            |       |
| Israel    | Tel Aviv          | Aeropuerto Internacional Ben Gurión                     |       |
| Portugal  | Funchal           | Aeropuerto de Madeira                                   |       |
| Rumania   | Bucarest          | Aeropuerto Internacional de Bucarest-Henri Coandă       |       |
| Rusia     | Moscú             | Aeropuerto Internacional de Moscú-Domodédovo            |       |
| Serbia    | Belgrado          | Aeropuerto de Belgrado-Nikola Tesla                     |       |
| Suecia    | Estocolmo         | Aeropuerto de Estocolmo-Arlanda                         |       |
| Suiza     | Zúrich            | Aeropuerto Internacional de Zúrich                      |       |

## Flota histórica
La flota de Niki constaba de las siguientes aeronaves:
| Aeronaves       | Total | Introducido | Retirado | Matrículas |
| --------------- | ----- | ----------- | -------- | --- |
| Airbus A319     | 7     | 2007        | 2017     | OE-LEK, OE-LED, OE-LOE (rrg. OE-LNE), OE-LOB (rrg. OE-LNB), OE-LOA (rrg. OE-LNA), OE-LOD (rrg. OE-LND) y OE-LOC (rrg. OE-LNC) |
| Airbus A320-200 | 34    | 2003        | 2017     | D-ALAE, D-ALAF, ES-SAO, EI-DIU, D-ALAR (rrg. OE-LOR), YL-LCO, OE-LEA, OE-LEO, OE-LEE, OE-LEV, OE-LEX, OE-LEU, OE-LEN, D-ABDQ, D-ABDR, HB-IOQ, OE-LOD, OE-LOC, OE-LOG, OE-LEB, HB-IOZ, OE-LEC, OE-LOF, OE-LEF, OE-LEG, OE-LEH, OE-LED, OE-LEI, OE-LEJ, OE-LEV, OE-LEQ, OE-LER, OE-LEY y OE-LEP |
| Airbus A321-200 | 27    | 2003        | 2017     | D-ALAP, D-ALAQ, OE-LOS, OE-LCE, OE-LCF, OE-LCG, OE-LCS, OE-LCD, OE-LES, OE-LCA, OE-LCB, OE-LET, OE-LCC, OE-LEW, OE-LEZ, OE-LCH, OE-LCI, OE-LCJ, OE-LCK, OE-LCL, OE-LCM, HB-JOU, OE-LCO, HB-JOV, HB-JOX, HB-JOW (rrg. OE-LCR) y OE-LNZ                                                         |
| Boeing 737-400  | 1     | 2017        | 2017     | OM-GTD |
| Boeing 737-700  | 5     | 2017        | 2017     | D-AHXE, D-AHXF, D-AHXG, D-AHXJ y D-AGEC |
| Boeing 737-800  | 10    | 2017        | 2017     | D-ABKA, D-ABAF, D-ABAG, D-ABBD, OK-TVM, D-ABKJ, D-ABKM, D-ABKN, D-ABMQ y D-ABMV |
| Embraer E190    | 7     | 2009        | 2015     | OE-IHA, OE-IHB, OE-IHC, OE-IHD, OE-IHE, OE-IHF y OE-IHG |